# Мустафин, Фаргат Ахатович
Фаргат Ахатович Мустафин (род. 7 сентября 1950 года в селе Малое Рыбушкино Нижегородской области, по другим данным в Москве) — советский борец греко-римского стиля, Заслуженный мастер спорта СССР, бронзовый призёр Олимпийских игр 1976. Чемпион мира 1974, 1975 в полулегком весе. Чемпион Европы 1974, 1976. Серебряный призёр чемпионата мира 1977, чемпионатов Европы 1975, 1977. Чемпион СССР 1972—1974. По национальности — татарин.
После завершения спортивной карьеры стал работать тренером в ЦСКА и сборной России.
Дочь — Алия Мустафина (род. 1994) — двукратная олимпийская чемпионка и многократная чемпионка мира по спортивной гимнастике.

## Награды
- Медаль «За трудовую доблесть» (1976 год).
- Заслуженный тренер России (2000 год).
- Заслуженный мастер спорта СССР (1974 год)[6].